# Centrala IP
Centrala IP (Centrala idrottsplatsen), är en idrottsplats i Lund, invigd 1892. Centrala IP är friidrottarena och är Sveriges äldsta fortfarande använda idrottsplats. Den ligger vid IFK-Hallen för friidrott inomhus och bordtennis. Centrala IP är hemmaplan för IFK Lund Friidrott och rugbyklubben LUGI Lions RFC.